# Gosbat
Gosbat est une commune de la wilaya de Batna en Algérie.

## Géographie

### Situation
Le territoire de la commune de Gosbat est situé au nord-ouest de la wilaya de Batna.
| Hamma (wilaya de Sétif)  | Ain Azel (wilaya de Sétif) | Guigba             |
| Hamma (wilaya de Sétif ) | Gosbat                     | Ras El Aioun       |
| Djezzar                  | Djezzar, Boumagueur        | N'Gaous Boumagueur |

### Localités de la commune
La commune de Gosbat est composée de 25 localités :
- Aïn Herrath
- Chouab
- Djeriat
- El Gass
- El Hamman (Teranchée)
- Feidh
- Houadecha
- Khelidj
- Khendague
- Laamara
- Ouled Abbès
- Ouled Bouabdallah
- Ouled Fethallah
- Ouled Hadef
- Ouled Khaifoun
- Ouled Khellef
- Ouled Laouar
- Ouled Messaoud
- Ouled Taga
- Sebaa
- Serrabta
- Taref
- Tsamerth
- Z'Bir
- Zaabra

- Boussaleh
- ouled boutaren

## Économie

### Tourisme
Gosbat est connue pour sa source thermale (d'eau chaude), le Hammam Guedjima, dont l'affluence s'élève à environ 150 visiteurs par jour mais c'est une source encore sous-exploitée, comme les sept autres sources thermales de la wilaya de Batna. Sa capacité ainsi que ses potentialités d'utilisation restent à ce jour très insuffisantes.
Le Hammam Guedjima est parmi les hammams les plus chauds d'Algérie avec une eau à une température de 40,8°.
Aussi la forêt de cèdres atlantiques du mont Guetyane représente un site touristique fréquenté.